# Neolamprologus obscurus
 Neolamprologus obscurus és una espècie de peix de la família dels cíclids i de l'ordre dels perciformes.

## Morfologia
Els mascles poden assolir els 8,2 cm de longitud total.

## Distribució geogràfica
És un endemisme del sud del llac Tanganyika (Àfrica oriental)